# Rat für Umwelt
Der Rat für Umwelt (engl. Environment Council) ist eine Formation des Rats der Europäischen Union und setzt sich aus den Umweltministern der Mitgliedstaaten der Europäischen Union zusammen. Die etwa viermal pro Jahr tagende Ratsformation beschäftigt sich mit aktuellen und langfristigen ausgerichteten Fragen der EU-Umwelt- und EU-Klimapolitik. Für diese Bereiche gilt das ordentliche Gesetzgebungsverfahren, Beschlüsse werden also mit qualifizierter Mehrheit gefasst und unter Einbeziehung des Europäischen Parlaments gefasst.